# Michaël D'Almeida
Michaël D'Almeida (Évry, 3 september 1987) is een Frans baanwielrenner. Hij was in 2011 wereldkampioen teamsprint, samen met Grégory Baugé en Kévin Sireau.
Hij reed één seizoen voor het Franse US Creteil.

## Belangrijkste overwinningen
2006
- Frans kampioen teamsprint, Elite (met Grégory Baugé en Rémi Rano)

2007
- Europees kampioen teamsprint, Beloften (met Grégory Baugé en Didier Henriette)
- Wereldbekerwedstrijd 1 kilometer Sydney

2008
- Europees kampioen over 1 kilometer, Beloften
- Frans kampioen over 1 kilometer, Elite
- Wereldkampioenschap over 1 kilometer, Elite
- Wereldbekerwedstrijd 1 kilometer Melbourne

2010
- Wereldkampioenschap over 1 kilometer, Elite
- Wereldkampioenschap teamsprint, Elite (met Grégory Baugé en Kévin Sireau)
- Wereldbekerwedstrijd teamsprint Cali (met Grégory Baugé en Kévin Sireau)

2011
- Wereldkampioen teamsprint, Elite (met Grégory Baugé en Kévin Sireau)
- Wereldbekerwedstrijd teamsprint Peking (met François Pervis en Kévin Sireauu)
- Wereldbekerwedstrijd teamsprint Manchester (met Grégory Baugé en Kévin Sireau)

2012
- Wereldkampioenschap over 1 kilometer, Elite
- Wereldkampioenschap teamsprint, Elite (met Grégory Baugé en Kévin Sireau)
- Frans kampioen over 1 kilometer, Elite

2013
- Teamsprint EK

2019
- 1 kilometer EK

2020
- 1 kilometer EK